# Glycéraldéhyde-3-phosphate déshydrogénase (NADP+)
La glycéraldéhyde-3-phosphate déshydrogénase à NADP+ (GAPN) est une oxydoréductase qui catalyse la réaction :
D-glycéraldéhyde-3-phosphate + NADP+ + H2O → 3-phospho-D-glycérate + NADPH + 2 H+.
Cette enzyme a fait l'objet d'une première publication en 1955. On la trouve chez des plantes, des algues et des bactéries. Elle intervient dans une voie métabolique différente de la glycolyse qui libère l'énergie sous forme de NADPH plutôt que sous forme d'ATP. (En effet, la GAPN ne phosphoryle pas son substrat, contrairement à la glycéraldéhyde-3-phosphate déshydrogénase (GAPDH) : cette dernière produit du 1,3-bisphosphoglycérate, déphosphorylé en 3-phosphoglycérate par la phosphoglycérate kinase, alors que la GAPN produit le 3-phosphoglycérate directement)[réf. souhaitée].